# Rhyacophila milnei
Rhyacophila milnei là một loài Trichoptera trong họ Rhyacophilidae. Chúng phân bố ở miền Tân bắc.